# Anna Wheeler
Pour les articles homonymes, voir Wheeler et Doyle.
Anna Wheeler, née Anna Doyle vers 1785 en Irlande et morte en 1848, est une écrivaine, socialiste et militante des droits des femmes et de la contraception.

## Biographie
Anna Doyle est issue d'une famille protestante irlandaise. Son père est pasteur. Mariée à 15 ans à Francis Massey Wheeler, ils auront six enfants : un garçon et cinq filles: le garçon meurt et seules deux des filles survivent. Elle quitte son mari 12 ans après leur mariage avec l'aide de sa famille et se rend chez son oncle à Guernesey avec ses deux filles; elle y fréquente les cercles Saint-Simoniens. Son mari meurt en 1820. Elle se rend à Londres dans ces années là et y fréquente la maison de Jeremy Bentham, le père de l'utilitarisme. C'est là qu'elle rencontre, entre autres, William Thompson l'économiste irlandais, avec lequel elle collaborera à la rédaction de l'ouvrage : Appeal, to One Half of the Human Race, Women, Against the Prétention of the Other Half, Men, to Maintien them in Political and thence in Civil and Domestic Slavery (1825).  Anna Wheeler écrit des articles publiés dans le journal owéniste The Crisis. Elle s'attaque à l'institution du mariage qui oblige l'épouse à être soumise et elle exprime ouvertement ses idées sur le plaisir sexuel de la femme.  Anna Doyle Wheeler est journaliste et militante. Elle écrit dans la presse owenienne, traduit des articles de la presse fouriériste en anglais et des articles de la presse owenienne en français. Elle est également un lieu entre les divers socialismes des deux côtés de la Manche. Elle présente Owen à Fourier et à Flora Tristan et, dans les années 1833, après la mort de William Thompson, elle fera une série de conférences sur les droits des femmes. Elle mourra en 1848 sans avoir pu se rendre à Paris où vient d'avoir lieu une révolution.